# Amigos del Presbítero Maestro
Amigos del Presbítero Maestro es un colectivo cultural con sede en la ciudad de Lima, Perú, dedicado a la difusión de la historia y arte del Museo Cementerio Presbítero Matías Maestro. La labor que ha desempeñado desde su fundación, en noviembre de 2011, ha ido orientada a la sensibilización de la población sobre la defensa y conservación de este camposanto, construido en 1808, retomando para ello la idea del cementerio patrimonial como espacio de recreación histórica, artística y cultural.
Consciente de que la mirada actual de la sociedad está sobre los problemas de la “ciudad de los vivos” y no tanto en el de los muertos, este colectivo cultural, dirigido por el reconocido historiador del arte peruano Eduardo Vásquez Relyz, el joven gestor cultural Marco Gamarra, el investigador Luis Gutarra y por un grupo de estudiosos de la historia y arte fúnebre, decidió fomentar la imagen del Presbítero como fuente inagotable de creación de arte y manifestaciones populares, donde historiadores, literatos, fotógrafos y demás cultores de las artes visuales, pudieran embeberse de inspiración y producir nuevos trabajos tanto materiales como audiovisuales. 
Como parte de su labor difusora, han elaborado un aproximado de veinte videos sobre las diversas personalidades que descansan en el Cementerio Presbítero Maestro; entre ellos, están los videos hechos sobre el pintor tacneño Francisco Laso, el arquitecto español Manuel Piqueras Cotolí, el expresidente peruano Miguel de San Román, el último Virrey del Perú Pío Tristán, el pensador peruano José Carlos Mariátegui, entre otros.
En noviembre del 2012, participaron en el XIII Encuentro Iberoamericano de Valoración y Gestión de Cementerios Patrimoniales y V Jornadas Nacionales de Patrimonio Simbólico en Cementerios, realizado en Rosario, Argentina. En este importante evento presentaron una ponencia en donde resaltaron el uso de Internet y los colectivos sociales para la difusión y valoración del cementerio más antiguo de América.